# Egérút (közterület)

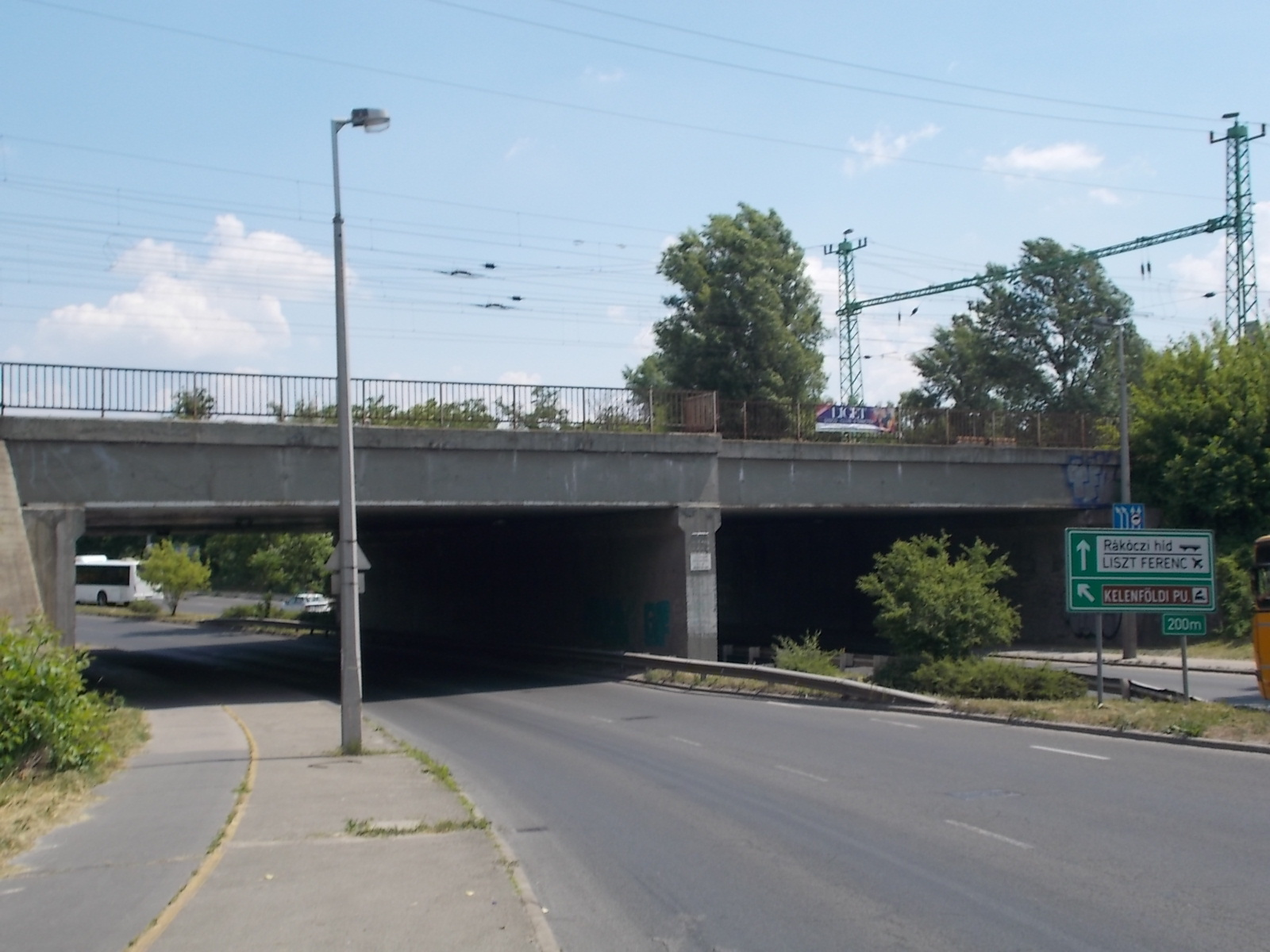
Az Egérút a nagykanizsai és pécsi vasútvonalak közös felüljárója alatt, a Bazsalikom utcai kereszteződés közelében

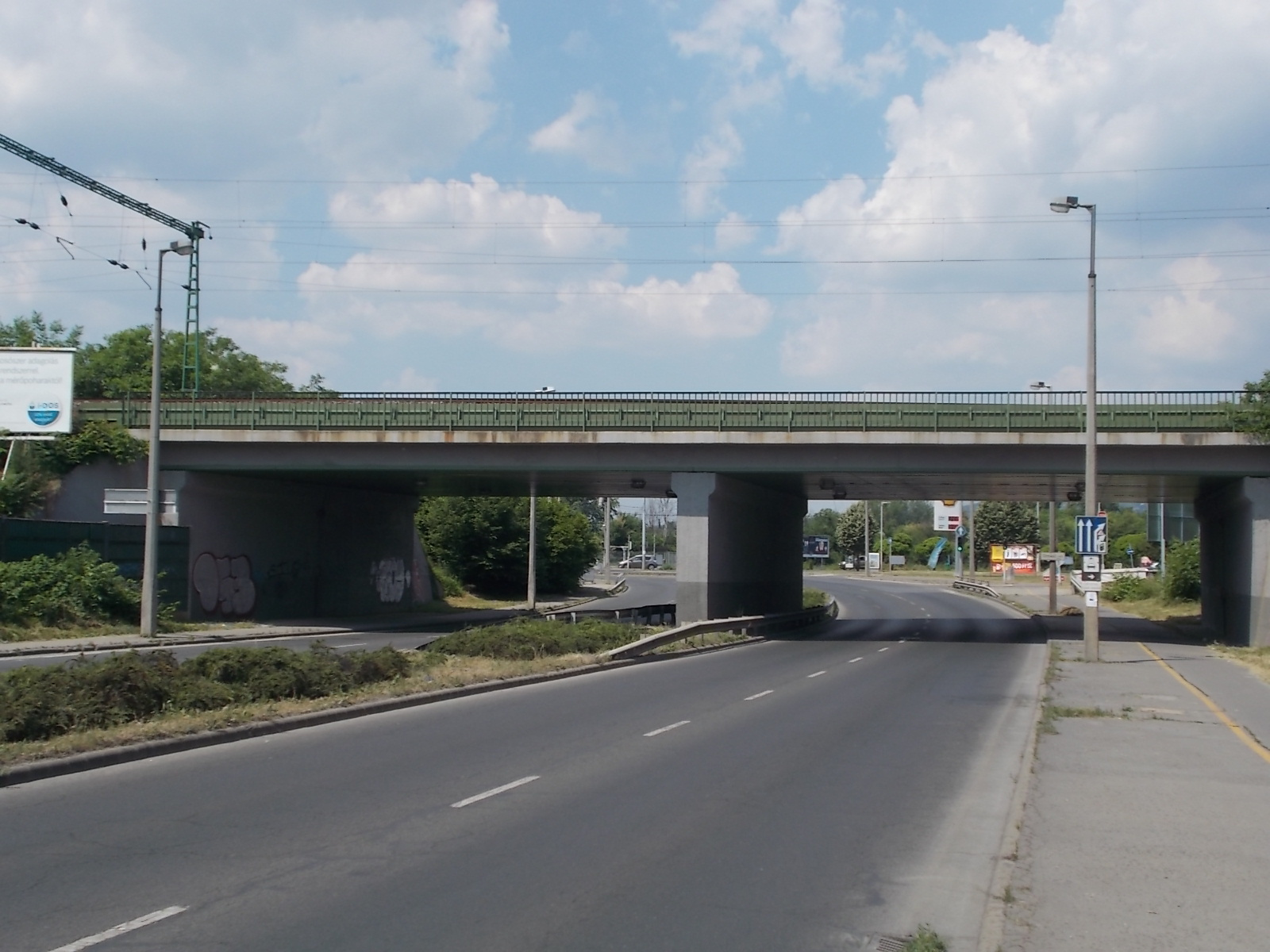
Az Egérút a hegyeshalmi vasútvonal felüljárója alatt, a Bazsalikom utcai kereszteződés közelében

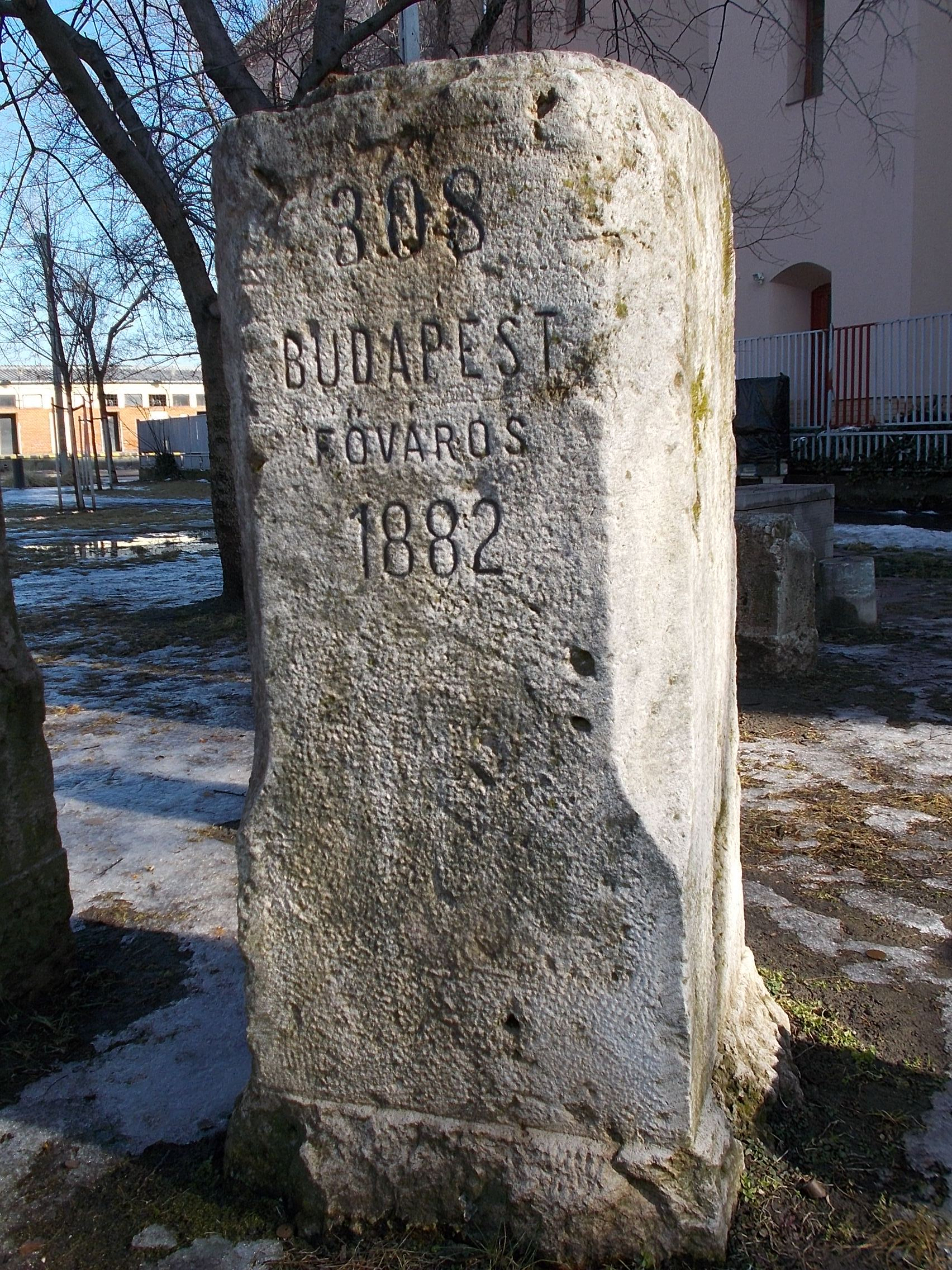
Az Egérút építésekor eltávolított egykori Budapest–Budafok határkő (ma a Bosnyák térnél a geodéziai emlékparkban található)

Koordináták: é. sz. 47° 27′ 23″, k. h. 19° 01′ 28″47.456389°N 19.024444°E

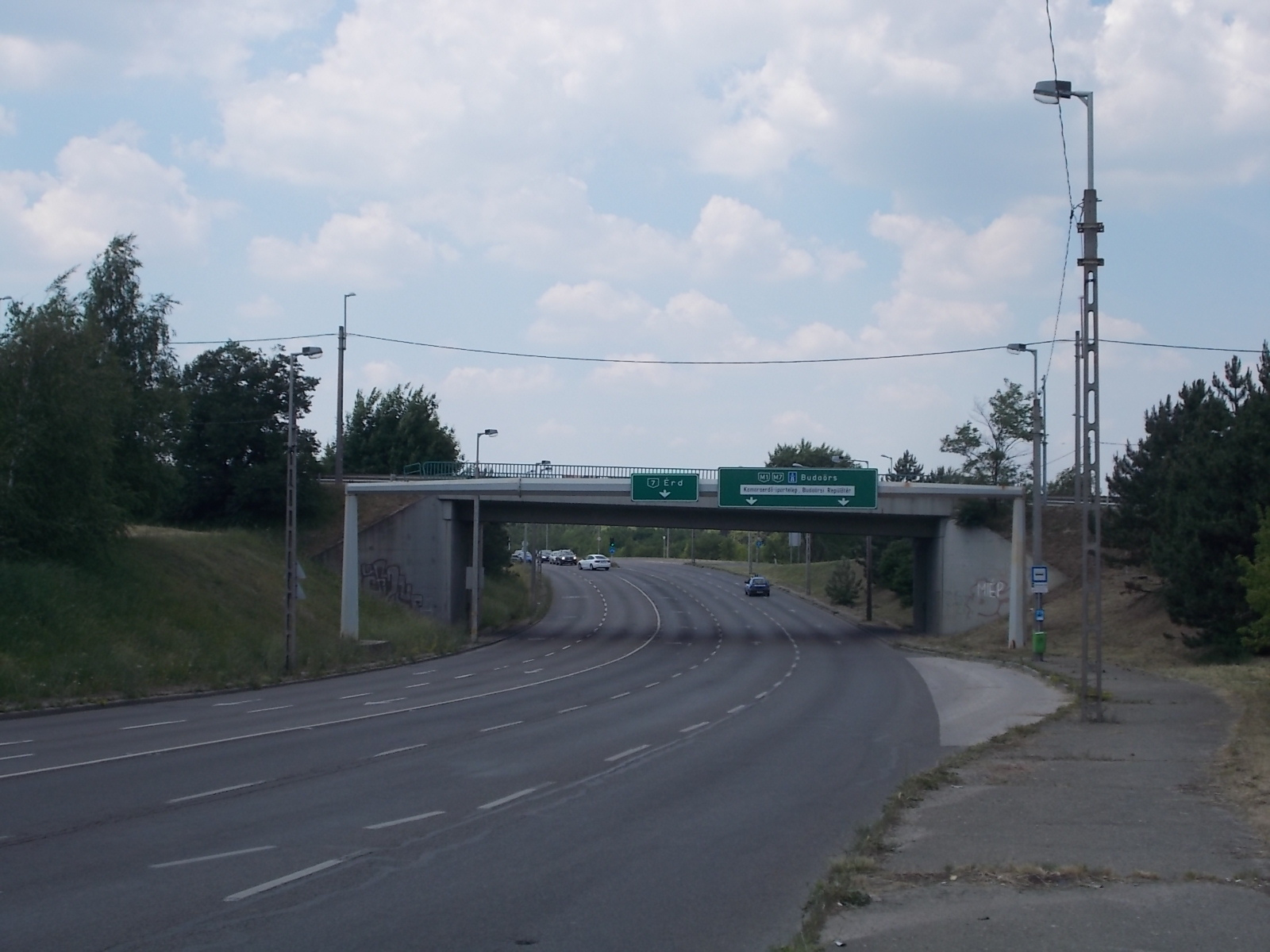
A Balatoni út (7-es főút) hídja az Egérút felett

Az Egérút fontos tehermentesítő út Budapest XI. kerületében, a Keserű-ér (Határ-árok) völgyének szíkes rétjei mellett, a Kelenföldi lapály és a Budaörsi-medence között, Őrmező és Örsöd városrészekben. A főváros budaörsi határától, a Budaörsi úttól az Andor utcáig vezet. (Budaörsön a Budapesti út a folytatása, Budapesten pedig a Galvani utca.)

## Nevének eredete
Eredetileg csak a térképeken szerepelt Déli tehermentesítő út néven. Egyes térképeken Dél-budai tehermentesítő útnak nevezték, „Egérút” kiegészítő névvel. Az 1999 óta használt hivatalos elnevezés is az útnak a helyi köznyelvben addig is használt egérút elnevezéséből származik, amely tréfásan utal az út tehermentesítő jellegére. Az út mentén a hivatalos utcanévtáblák is így jelölik.

## Története

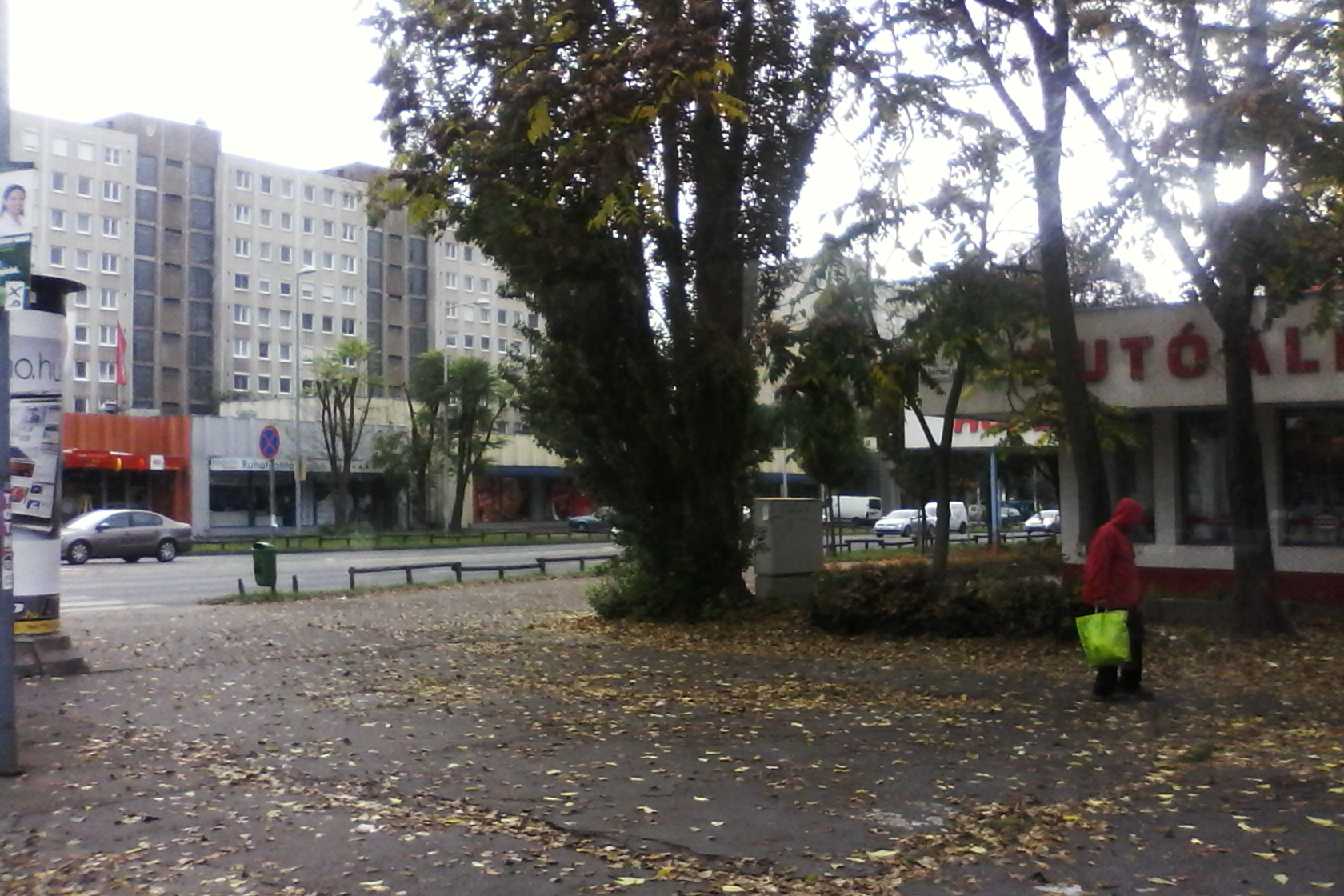
A kiszélesített Andor utca és a Fehérvári út kereszteződése 2014-ben

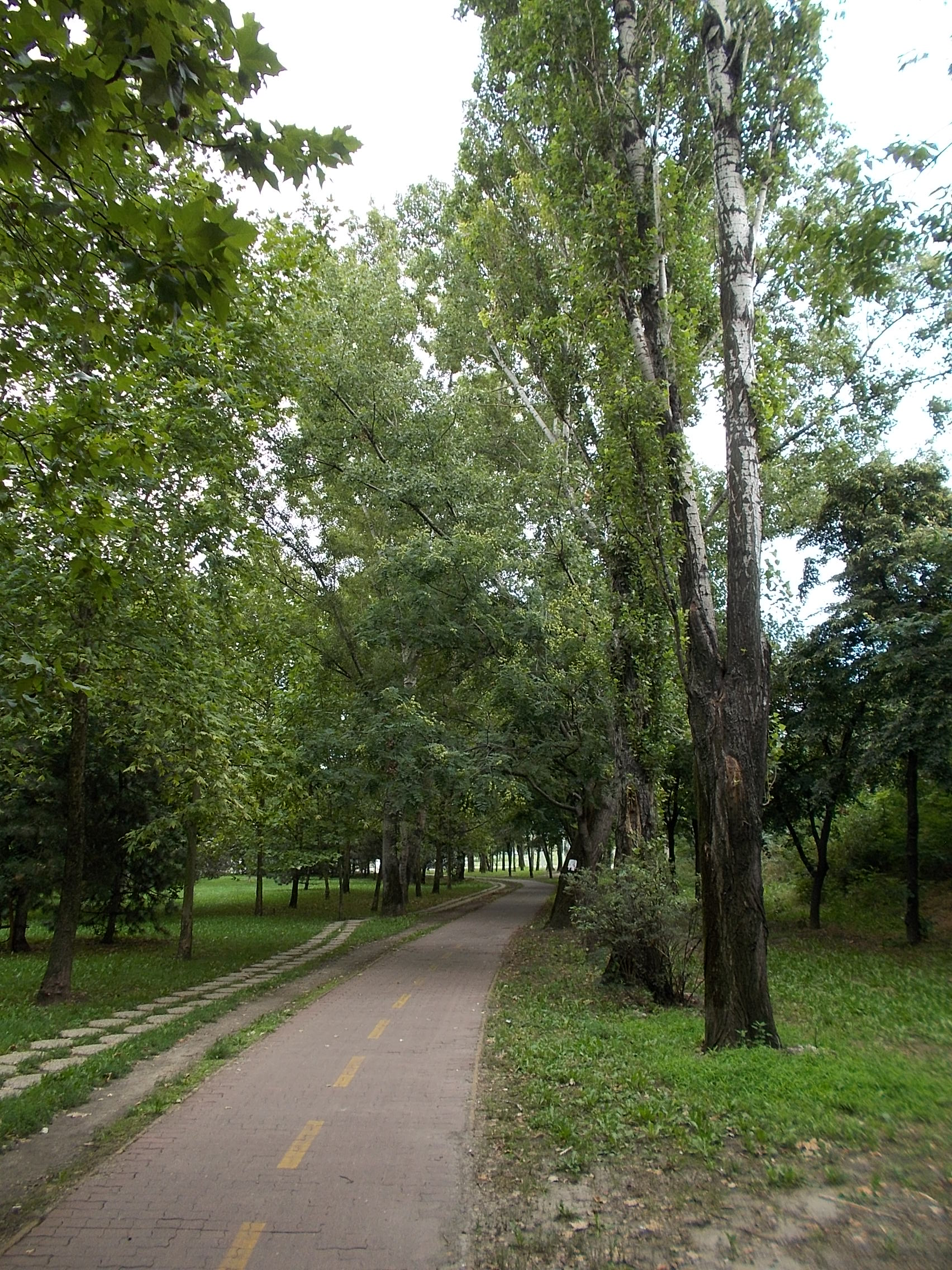
A Hamzsabégi sétány azaz „Hamzsa” kezdete keleti irányból, a Körvasút Budafoki úti felüljárójának északi oldalánál, 2016-ban. (Eredetileg erre tervezték továbbvezetni a híd forgalmát.) A Rákóczi híd budai lehajtója az 1-es villamosjárattal együtt ezután kanyarodik el déli irányba, a Szerémi útra.

A város nyugati kapujának várható forgalomnövekedését már az 1930-as években megszületett koncepciók is előre látták, ezért Kelenföld és Dél Buda közlekedési fejlesztése keretében a körvasút Kelenföld vasútállomás – Ferencváros vasútállomás közötti szakaszával párhuzamosan, annak északi oldalán, a később az Összekötő vasúti híd mellé megépíteni tervezett közúti Duna-híd (1995-re megépített Lágymányosi, ma Rákóczi híd) folytatásában, a mai Hamzsabégi út nyomvonalában képzelték el a Hungária körgyűrű forgalmának tovább vezetését a Budaörsi út felé. Ehhez az akkori szakemberek megfelelően széles szabad felületet hagytak a vasúti töltés és a közben felépült városi házak között. A fejlesztést azonban megakadályozta a második világháború kitörése, az újjáépítés pedig akkora energiákat kötött le, hogy a korábbi elképzelés megvalósítása előbb szóba sem kerülhetett, később pedig folyamatosan halasztódott. A Lágymányosi híd építésekor végül a Lágymányosi lakótelepen élők hatékony lakossági tiltakozásának eredményeként az 1995-re kiépült Szerémi út – Galvani utca – Andor utca – Egérút útvonalon vezették el az M1 és M7-es autópálya budaörsi közös bevezető szakasza, valamint a Szerémi út folytatásával a 6-os főút felé a híd forgalmát, az 1974-re parkosított, népszerű Hamzsabégi (a helyiek körében: „Hamzsa”) sétány helyett.
A közlekedésszervezők természetesen tudtak a problémáról, és további alternatív nyomvonalak, így a Andor utca – Galvani utca tengely fejlesztése is szóba került, az Andor utca végén, a vasút-fejlesztéssel kapcsolatos kisajátítások, szanálások kapcsán is. A magánkézben lévő személyautók számának növekedésével a probléma az autóstársadalom számára is kezdett kirajzolódni.
Az 1980-as évekre a balatoni és a nyugati irányú forgalom dinamikus növekedésével, az autópályák megépülésével a Budaörsi út terhelése igencsak megnőtt. Fokozta a problémát, hogy két fontos útvonal, a BAH-csomópont forgalmának egy részét is elvezető belső Budaörsi út és a Nagykörút budai folytatásának vége, a Szirmay István út (korábban Nagyszöllős, ma: Nagyszőlős utca) forgalma is szűkületszerűen rendszeresen összetorlódott. A helyzet tarthatatlanságára különösen jól mutatott rá az az 1986-ban, egy hétköznap délután bekövetkezett baleset, melyben egy tartályautó éppen a két út találkozásánál borult fel, lezárva mindkét irányt, és ezáltal estig tartó, még Kelet- és Dél-Pestet is megbénító közlekedési káoszt okozott.
A nyolcvanas évek végén döntés született az Andor utcától kifelé folytatólagosan, körgyűrűszerűen vezetett tehermentesítő út kiépítéséről. Ennek első lépése a folyamatban lévő bontásokkal kapcsolatban meg is történt, így a korábban szintén komoly forgalmat lebonyolító, szűk kapacitású, szintbeni sorompós vasúti kereszteződés az Andor utca – Neszmélyi út és a Solt utca – Zsurló utca között megszűnt, helyettük az irányonként két forgalmi sávos közúti aluljáró vette át a szerepét a 30a és 40a, valamint az 1-es számú vasútvonalak alatt. Az Egérút első, még irányonként egy sávos rövid szakasza az Olajbogyó utca és a Péterhegyi út között a két aluljáróval a kelenvölgyi Bazsalikom utca északi végének érintésével 1988-ra készült el.
1994-re a szükséges tereprendezési és műtárgy építési munkálatokat követően a tehermentesítő út elért az akkori 70-es (ma 7-es) útig. Ez azonban sok forgalmat nem terelt át az újonnan megnyílt útvonalra, ugyanis az Andor utcában ekkor még meglévő, ritkán, de 1997-ig naponta többször használt iparvágány szintbeli kereszteződései, valamint a irányonként egy sávos Andor utca és a Galvani utca eredetileg is rossz, de a növekvő forgalomtól gyorsan romló állapota nem tette igazán vonzó alternatívává az új útvonalat.
A tehermentesítő út (ekkor már egyre gyakrabban „egérútnak” hívta a köznyelv) tovább épült a Budaörsi reptérre vezető útig, de az érdemi folytatást, nevezetesen az M1–M7-es autópálya bevezető szakaszáig történő meghosszabbítást sokáig különféle, a telkek kisajátításával kapcsolatos jogi akadályok nehezítették. Az útvonalat használók pedig azt vetették fel mind gyakrabban, hogy a tehermentesítő út a „semmiben” végződik, ekkor ugyanis leginkább az akkor egyébként is zavarérzékeny, óriási teherforgalmat bonyolító Budafoki útra vezette a forgalmat. (A Szerémi út és a Lágymányosi híd ekkor még nem létezett.)
Az új út érdemi használatának növekedése a Lágymányosi híd és az – eleinte csak irányonként egy sávos – Szerémi út 1995-ös átadása után következett be. És bár 1998-ra teljesen elkészült az Egérút és a kiszélesített Szerémi út, a tényleges tehermentesítő hatás – noha az iparvágányt már 2008-ra elbontották – az Andor utca kiszélesítésével kapcsolatos jogi problémák miatt sokáig váratott magára. A bevezető irányban rendszeressé váltak a torlódások és az intenzív terheléstől az útburkolat minősége is drasztikusan leromlott.
Az Andor utcát – a megfelelő jelzőlámpás kereszteződések sorát kialakítva és irányonként két sávosra bővítve – végül 2010-ben adták át, ezzel végre megvalósult az útvonal tényleges tehermentesítő hatása. (A zajterhelés csökkentéseként a beruházó a saját költségén vállalta az Andor utcára néző házak ablakainak cseréjét.) Ezután a Bocskai út – Nagyszőlős utca útvonalon ugyan kevésbé, azonban a Kelenföldi lakótelep közepén húzódó Etele úton jelentősen csökkent a közúti forgalom, amiben közrejátszott az 1-es villamos 2015-ös kiépülése a Szerémi út – Hengermalom út szakaszon. (A járat 2019-re érte el Kelenföld vasútállomást).

## Érintett városrészek
- Dobogó
- Kelenföld
- Kelenvölgy
- Örsöd
- Péterhegy